# 恭城ヤオ族自治県
恭城ヤオ族自治県（きょうじょう-ヤオぞく-じちけん）は中華人民共和国広西チワン族自治区桂林市に位置する自治県。
1990年2月に恭城県が廃止されヤオ族自治県となった。

## 行政区画
6つの鎮、3つの郷を管轄する。
| 区分 | 数 | 名称                                      |
| ---- | -- | ----------------------------------------- |
| 鎮   | 6  | 恭城鎮 栗木鎮 蓮花鎮 嘉会鎮 西嶺鎮 平安鎮 |
| 郷   | 3  | 三江郷 観音郷 竜虎郷                      |

## 交通

### 鉄道
- 中国国家鉄路集団
  - 貴広旅客専用線
    - 恭城駅

### 道路
- 国道
  - G241国道（中国語版）

## 観光
- 恭城古建築群：恭城文廟、恭城武廟、周渭祠、恭城湖南会館等を含む。
- 朗山民居

- 恭城文廟大成殿
- 周渭祠正門
- 湖南会館正門